# 茅丸
茅丸（かやまる）は、東京都西多摩郡檜原村と神奈川県相模原市緑区との境にある標高1019mの山である。別名は茅丸山（旧藤野町最高峰1019m）。

## 山頂
東京都の奥多摩山域の代表的な山の一つ。山頂には茶屋やトイレはない。

## 歴史
茅丸、醍醐丸などのマルは古代朝鮮語で山(神聖な山、神を祀る山、城塞の山)を意味し、西暦 4〜7 世紀にかけて百済や高句麗の王族や豪族、士族を中心に、数万から十数万の人々が我が国に渡ってきた。多くは朝廷の命により関東一円に配されて住み着いたことに由来する。

## 周辺の山など
- 三国山 （960m）
- 生藤山（990.3m）
- 陣馬山

## 参照
1. ↑  “藤野15名山” (pdf).   相模原市観光協会 (2018年1月8日). 2023年6月17日閲覧。
2. ↑  “長寿の里・棡原…自然が育んだ健康の原点”.   上野原市ふるさと自然観察会. 2024年11月9日閲覧。